# Leñadoras
Leñadoras (Lumberjanes) es una serie de cómics creados por Shannon Watters, Graces Ellis, Gus Allen y ND Stevenson y publicado por Boom Box!, una rama de Boom! Studios. La historia trata de un grupo de chicas llamadas Mal, Ripley, Molley, April y Jo, su verano en un campamento de girlscouts (chicas exploradoras) y sus encuentros con criaturas extrañas y fenómenos sobrenaturales. Originalmente iba a ser una saga de ocho volúmenes, pero debido a las fuertes ventas y a la aclamación de la crítica el cómic se convirtió en una serie en curso.
| Leñadoras            | Leñadoras |
| -------------------- | --- |
|                      | |
| Publicación          | |
| Editorial            | Boom! Studios |
| Formato              | Seriada |
| Género               | Acción Fantasía |
| Fecha de publicación | 2014-presente |
| Número de volúmenes  | 43, más 3 volúmenes extra                                                                                               |
| Dirección artística  | |
| Creador(es)          | - Grace Ellis - Shannon Watters                                                                                         |
| Escritor(es)         | - ND Stevenson - Grace Ellis - Shannon Watters - Kat Leyh - Faith Erin Hicks                                            |
| Dibujante(s)         | - Gus Allen - Brittney Williams - Aimee Fleck - Faith Erin Hicks - Becca Tobin - Carolyn Nowak - Felicia Choo - T. Zysk |
| Rotulista(s)         | Aubrey Aiese |
| Colorista(s)         | Maarta Laiho |
| Editor(es)           | - Dafna Pleban - Whitney Leopard                                                                                        |

## Historia de publicación
Leñadoras es el resultado de que la editora de Boom! Studios, Shannon Watters, se dirigiese a Grace Ellis con esperanzas de crear una serie de cómics centrada en chicas. Después de ponerse de acuerdo en crear una historia situada en un campamento de verano, el dúo contrató la ayuda de Gus Allen para que hiciese los primeros diseños de los personajes y también a ND Stevenson como coautor. La serie sería la segunda publicada por la editorial Boom! Box de la compañía Boom! Studios, cuya meta era promocionar trabajos experimentales creados por escritores y dibujantes que no perteneciesen a la industria del cómic mainstream. El plan era escribir una historia de ocho volúmenes, pero después de publicar el segundo, Boom! Studios anunció que los personajes de Leñadoras saldrían en un crossover de seis partes con Gotham Academy (DC Comics) en junio de 2016.

## Resumen de la historia
La historia tiene lugar en el campamento de la señora Qiunzella Thiskwin Penniquiqul Cardo Crumpet y sus alrededores. El llamado Campamento para Chicas Duras, es un campamento de verano cuyas campistas son conocidas como Lumberjane Scouts (un juego de palabras con el término lumberjack, que se usa mayoritariamente para referirse a hombres). Las cinco scouts de la cabaña Roanoke, Jo, April, Molly, Mal y Ripley, ven como una misteriosa señora mayor se convierte en un oso y después de seguirla hasta el bosque, se encuentran con una manada hostil de zorros sobrenaturales con tres ojos. Cuando empiezan a aparecer más criaturas con tres ojos las chicas asumen la responsabilidad de resolver los misterios que rodean al campamento.
Mediante el transcurso de la historia, los personajes consiguen o hacen referencia a varias insignias de scout (insignia que se gana por superar una prueba). Los personajes hacen referencias frecuentemente a pioneras famosas, con frases como "Oh mi Bessie Coleman" y "¡¿Qué Joan Jett?!" Cada volumen acaba con una lista de canciones de un mixtape (recopilación de canciones grabadas) creado por uno de los personajes.

## Personajes

### Campistas
- Jo es el miembro más analítico y la que tiene más facilidad para mantener la calma. Es una chica transgénero. A veces actúa como la líder y su especialidad son los acertijos matemáticos que tiene que resolver el grupo. Es a la que más le gusta actuar a rajatabla, sabiéndose el juramento de las Lumberjanes de memoria. Tiene un fuerte lazo con April además de un saludo secreto. Cuando no está Jen, Jo es la que normalmente se preocupa por la seguridad del grupo  e intenta rescatar a sus amigas. Jo es la que tiene más insignias en la cabaña Roanoke.
- April tiene una afinidad por el dramatismo, le encantan los juegos de palabras y normalmente toma notas de los acertijos a los que se enfrenta el grupo en su diario. A veces actúa como la líder y a pesar de ser la menos imponente físicamente, demostró  que era la más fuerte cuando ganó a un pulso contra una estatua gigante con vida. También es la encargada de buscar datos, es la que tiene la información que usan para la mayoría de sus aventuras y siempre está preparada para afrontar lo desconocido.
- Molly es una habilidosa arquera, pero al ser tímida se preocupa a veces de no contribuir lo suficiente al grupo. Aun así, ha sido revelado que se le dan muy bien los juegos de palabras y los rompecabezas, le gusta leer, le encanta la historia y es la segunda que más insignias tiene, lo que demuestra su experiencia. A veces actúa como líder en segundo plano, prefiriendo cuidar a Mal ya que esta se pone ansiosa con facilidad, o Ripley, que se distrae con facilidad, mientras Jo o April toman la iniciativa y marcan el rumbo. Tiene un compañero mapache llamado Bubbles (Burbujas) al que lleva como sombrero y ella y Mal están enamoradas la una de la otra. Tiene una relación difícil con su familia debido a la homofobia de su madre pero su padre parece tener más calma con Molly.
- Mal, a pesar de su aspecto punk, es la más cautelosa y sensible del grupo. Ella a veces actúa como líder, siendo su especialidad ingeniar planes elaborados. Normalmente los peligros con los que se encuentran en el campamento le producen paranoia, por lo que Molly, quien le gusta de forma romántica, la vigila y la protege. A menudo se las ve dándose la mano y compartiendo viñetas como una pareja.
- Ripley es la más joven y enérgica de las chicas y tiene la tendencia de lanzarse hacia el peligro sin ningún miedo. Su golpe favorito es una patada voladora dirigida al estómago de sus víctimas, que incluyen zorros, yetis, estatuas y hasta a Mal. Le encantan los animales, desde los gatos hasta los dinosaurios, las galletas, los caramelos y otros tipos de azúcares.  A veces actúa como líder y es a menudo la catalizadora del peligro, haciendo que las otras tengan que rescatarla por haber saltado dentro de los rápidos de un río o haberse metido en una cueva. Molly y Mal son a menudo sus guardaespaldas no oficiales, y si no son ellas lo es Jo.

### Personal de campamento
- Jen es la líder scout de la cabaña Roanoke y una estudiante de universidad de unos 20 años. Para las chicas ellas es una figura adulta, por lo que se deduce que ellas probablemente estén en el comienzo de su adolescencia, aunque nunca lo especifican. A pesar de que Jen se toma muy en serio su trabajo y es a menudo severa con sus campistas, realmente las quiere e intenta protegerlas del peligro. Tiene un profundo conocimiento de varios temas como botánica y astronomía, y a menudo intenta, en vano, interesar a sus avertureras campistas en actividades más seguras antes de darse cuenta de las cosas raras que pasan en el campamento.
- Rosie es la jefa-scout del campamento, una mujer relajada y tatuada que disfruta de tallar madera (este personaje es un obvio guiño a Rosie the Riveter o Rosie la remachadora, relacionado con el tema de "Hardcore Ladies" o "Mujeres duras" y el empoderamiento feminista). Parece saber más sobre los eventos misteriosos que rodean al campamento de lo que aparenta. Incentiva a las Leñadoras a mantener los ojos abiertos, incitándolas tácitamente a que resuelvan los misterios.[cita requerida]

## Recepción
Leñadoras empezó con críticas positivas. Muchas de las personas que lo analizaron comentaron sobre la importancia de un cómic para todas las edades escrito y dirigido por mujeres. Alison Berry de Comicosity dijo que "Leñadoras es el cómic que muchos habían pedido, accesible, atractivo para las chicas sin sacrificar el entretenimiento para los más mayores... Es importante que haya chicas haciendo cosas para chicas, especialmente en los cómics, área que ha sido tradicionalmente dominada por personajes y creadores masculinos".
La serie tiene una base de fanes que crece rápidamente. El 7 de marzo de 2015, en el Staple Comic Con en Austin, Texas, Gus Allen dijo que el nombre oficial de los fanes de la serie es "Lumber Jumbies" (un juego de palabras con el nombre del cómic en inglés) y que espera que a los fanes le guste el nombre.

## Premios y nominaciones
En 2015, Leñadoras fue nominado y ganó dos Premios Eisner, por Mejor Serie Nueva y Mejor Publicación para Adolescentes; En 2015 también fue nominado para un Premio de Medios de Comunicación GLAAD por Cómic Excepcional.

## Adaptación al cine y serie animada de HBO Max
Desde mayo de 2015 20th Century Fox estuvo trabajando en una adaptación cinematográfica de acción real, sin embargo los cambios corporativos por cambio de dueño por parte de la compañía al ser adquiridos por Disney, los derechos fueron cedidos a WarnerMedia, el cual bajo la marca HBO Max consiguieron los derechos para ser adaptada como una serie de animación. En agosto de 2016 Emily Carmichael había sido anunciada como directora de la película antes de la cancelación del proyecto.